# Saša Đorđević
Saša Đorđević (serbisch-kyrillisch Саша Ђорђевић, * 4. August 1981 in Kraljevo) ist ein serbischer Fußballspieler.

## Karriere
Đorđević begann seine Karriere beim FK Bane, von wo er 2004 zum FK Rad wechselte. Nach zwei Jahren wechselte er zum bosnischen Verein FK Željezničar Sarajevo. Nach einer Saison kehrte er zum FK Rad zurück. 2008 wurde er vom kasachischen Verein Schachtjor Qaraghandy verpflichtet. Nach drei Saisons ging der Verteidiger zum usbekischen Spitzenclub Bunyodkor Taschkent.